# Megertu Alemu
Megertu Alemu (amharisch መገርቱ አለሙ; * 12. Oktober 1997 in Midakegn) ist eine äthiopische Leichtathletin, die sich auf den Langstreckenlauf spezialisiert hat. Ihr Schwager Deresa Geleta ist ebenfalls als Langstreckenläufer aktiv.

## Sportliche Laufbahn
Ihre sportliche Premiere feierte Megertu Alemu im Jahr 2017, als sie beim Marathonlauf in Zhengzhou in 2:29:10 h auf Anhieb auf den zweiten Platz gelangte. Im Jahr darauf wurde sie beim Rabat-Marathon in 2:31:33 h Zweite, wie auch in Lanzhou in 2:32:22 h. 2019 siegte sie in 2:22:52 h beim Rom-Marathon und wurde im Oktober beim Frankfurt-Marathon in 2:21:10 h Zweite. 2022 siegte sie in 2:18:51 h beim Sevilla-Marathon und wurde beim London-Marathon in 2:18:32 h Dritte. Zudem lief sie beim Halbmarathon in Dschidda nach 1:07:18 h auf Rang zwei ein. Im Jahr darauf wurde sie beim London-Marathon in 2:18:37 h Zweite und beim Chicago-Marathon wurde sie in 2:17:09 h Dritte. 2024 nahm sie über die Marathondistanz an den Olympischen Sommerspielen in Paris teil, musste dort aber ihr Rennen vorzeitig beenden. Im Dezember siegte sie dann in 2:16:49 h beim Valencia-Marathon und damit erstmals bei einem Rennen der höchsten Platin-Kategorie der World Athletics Label Road Races.

## Persönliche Bestleistungen
- Halbmarathon: 1:06:43 h, 15. September 2019 in Kopenhagen
- Marathon: 2:16:34 h, 21. April 2024 in London